# Melbourne United
Los Melbourne United, conocidos hasta 2014 como Melbourne Tigers son un equipo de baloncesto australiano con sede en la ciudad de Melbourne, que compite en la NBL, la principal categoría del baloncesto oceánico. Disputa sus partidos en el State Netball Hockey Centre, popularmente conocido como The Cage, con capacidad para 3500 espectadores.

## Historia
El club se fundó en 1984. A lo largo de sus primeras temporadas en la liga sus éxitos fueron muy limitados, a pesar de contar con una gran estrella como Andrew Gaze, que en 1987 promedió 44 puntos por partido, batiendo el récord de anotación en un encuentro con 60 puntos, pero perdiendo 127-137 ante Newcastle Falcons.
En 1993 consiguieron su primer título nacional, repitiendo 4 años más tarde, en 1997. A finales de la década de los 90 la popularidad del baloncesto decayó en Australia, haciendo que el equipo pasara por dificultades económicas que estuvieron a punto de hacerlo desaparecer. Pero en 2002 llegaron nuevos propietarios que revitalizaron el equipo. En 2006 consiguieron su tercer título de campeones, al ganar a los Sydney Kings en la final, y en 2008 el cuarto, derrotando nuevamente a los Kings en el quinto y definitivo encuentro.

## Palmarés
- NBL
  - Campeón: 1993, 1997, 2006, 2008, 2018 y 2021.
  - Finalista: 1992, 1996, 2007, 2009 y 2019.

## Jugadores destacados
- Andrew Gaze
- Chris Anstey
- David Barlow
- Martin Müürsepp